# Prambanan
Prambanan is het grootste hindoe-Javaanse tempelcomplex in Indonesië. Prambanan betekent: "veel priesters". In de reliëfs worden ze afgebeeld met een lange baard.
De Prambanan ligt op Centraal-Java, ongeveer 18 km ten oosten van de stad Yogyakarta, aan de weg naar Solo. De belangrijkste van deze tempels is de Lara Jonggrang, vaak ten onrechte aangeduid als "de Prambanan".
De bouw van het tempelcomplex is rond 850 n. Chr. begonnen door koning Rakai Pikatan, een shivaïtische koning uit de Sañjaya-dynastie. Hij werd ook wel Jatiningrat genoemd. Rakai Pikatans jongste zoon, koning Dyah Lokapala of Rakai Kayuwangi, wijdde de grote Shiva-tempel in en breidde het complex verder uit. Korte tijd nadat het complex was voltooid, werd het verlaten en raakte het in verval. Het viel ten prooi aan allerlei natuurgeweld zoals blikseminslagen en aardbevingen.
Het complex staat op de Werelderfgoed-lijst van de UNESCO.

## Reconstructie
Pas vanaf 1893 werd het plateau van het middencomplex weer uitgegraven. De reconstructie van het complex begon in 1918 en is nog steeds niet gereed. De renovatie van het hoofdgebouw werd pas in 1953 voltooid, omdat het bijna onmogelijk is de originele stenen terug te vinden: vaak zijn ze ontvreemd en hergebruikt op verafgelegen plaatsen. Een tempel zal slechts worden herbouwd als 75% van het originele steenwerk beschikbaar is. Mede daardoor is van de meeste kleinere tempeltjes nog steeds niet meer te zien dan de muurtjes van de fundering.
Bij de aardbeving op Midden-Java in 2006 is het herbouwde Prambanan-complex opnieuw ernstig beschadigd geraakt. Na deze aardbeving is het complex een tijd gedeeltelijk gesloten geweest voor het publiek. Inmiddels is het grootste gedeelte van het tempelcomplex weer hersteld en opengesteld voor publiek.

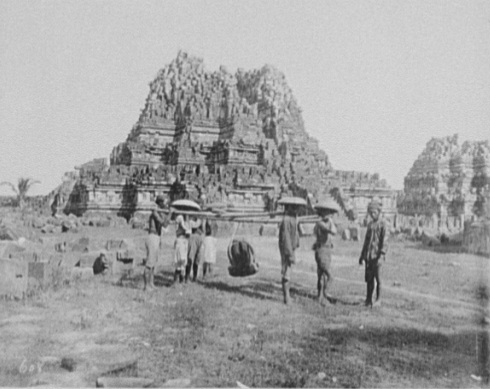
Prambanan voor de reconstructie, 1895
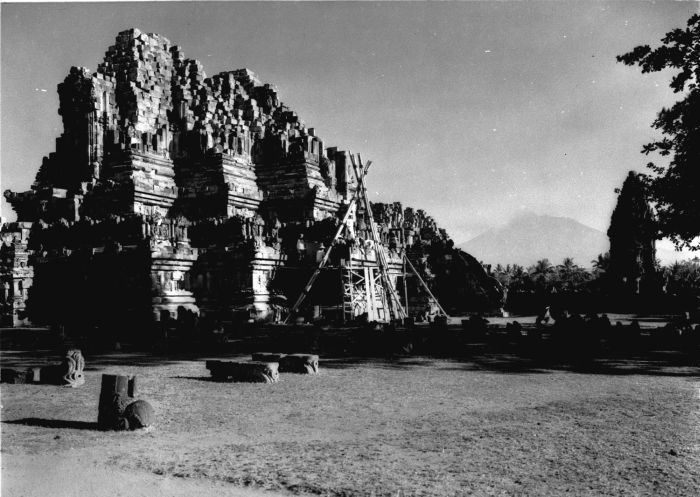
Restauratie van de aan Shiva gewijde tempel op de Candi Lara Jonggrang, 1900-1938
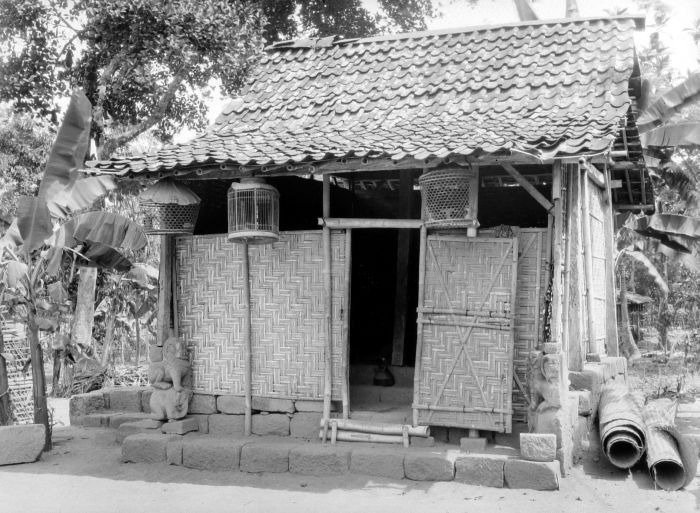
Javaans huis, gebouwd op een fundament van stenen afkomstig van de Candi Lara Jonggrang, 1928
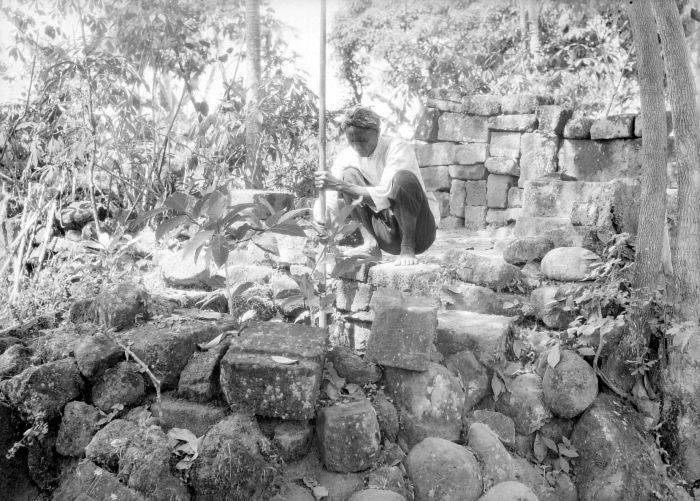
Man bij een waterput gemaakt van stenen afkomstig van de Candi Lara Jonggrang, 1920-1940

## Structuur

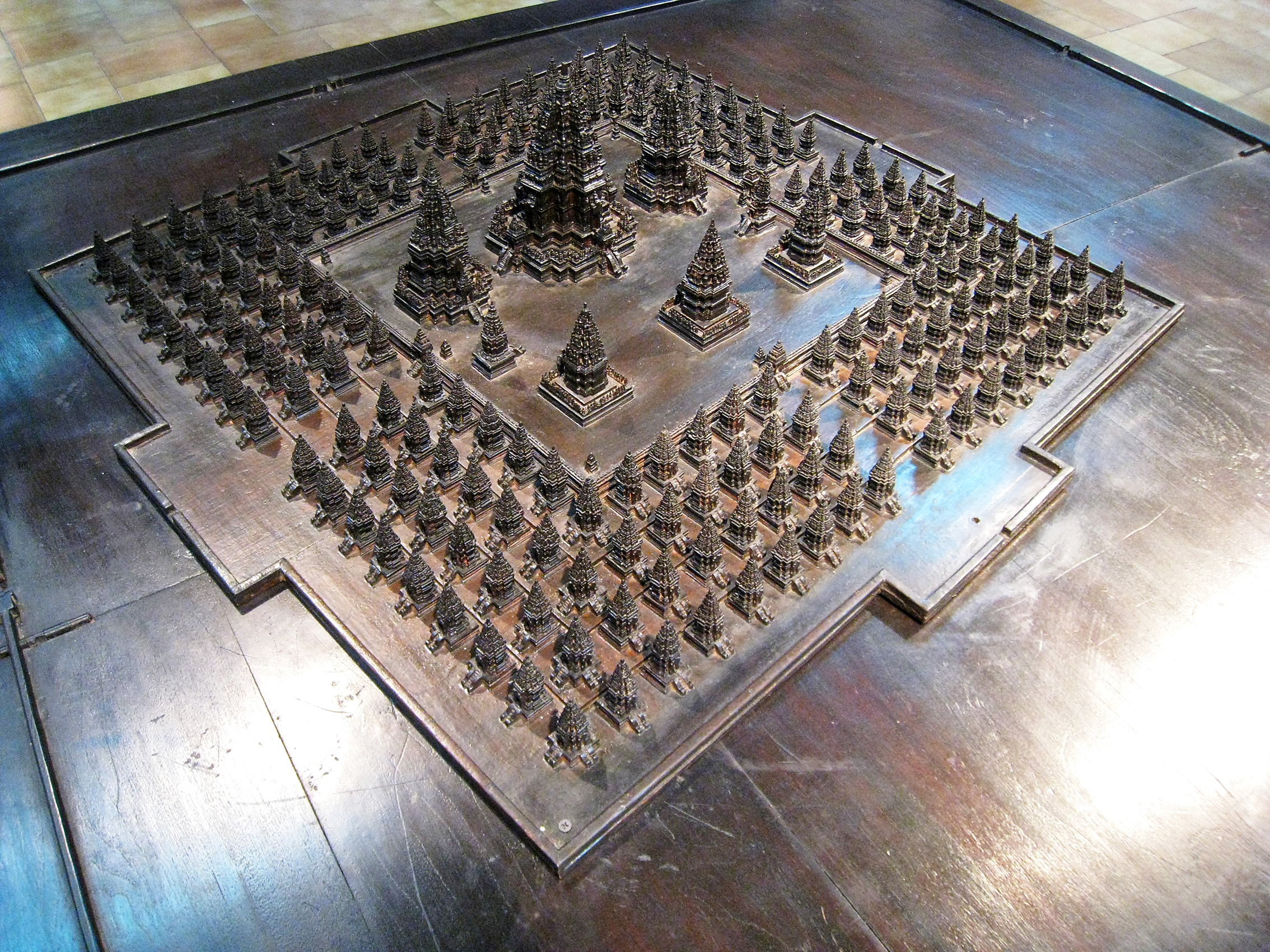
Maquette tempelcomplex toont de gereconstrueerde tempels op het Prambanan-complex, januari 2010

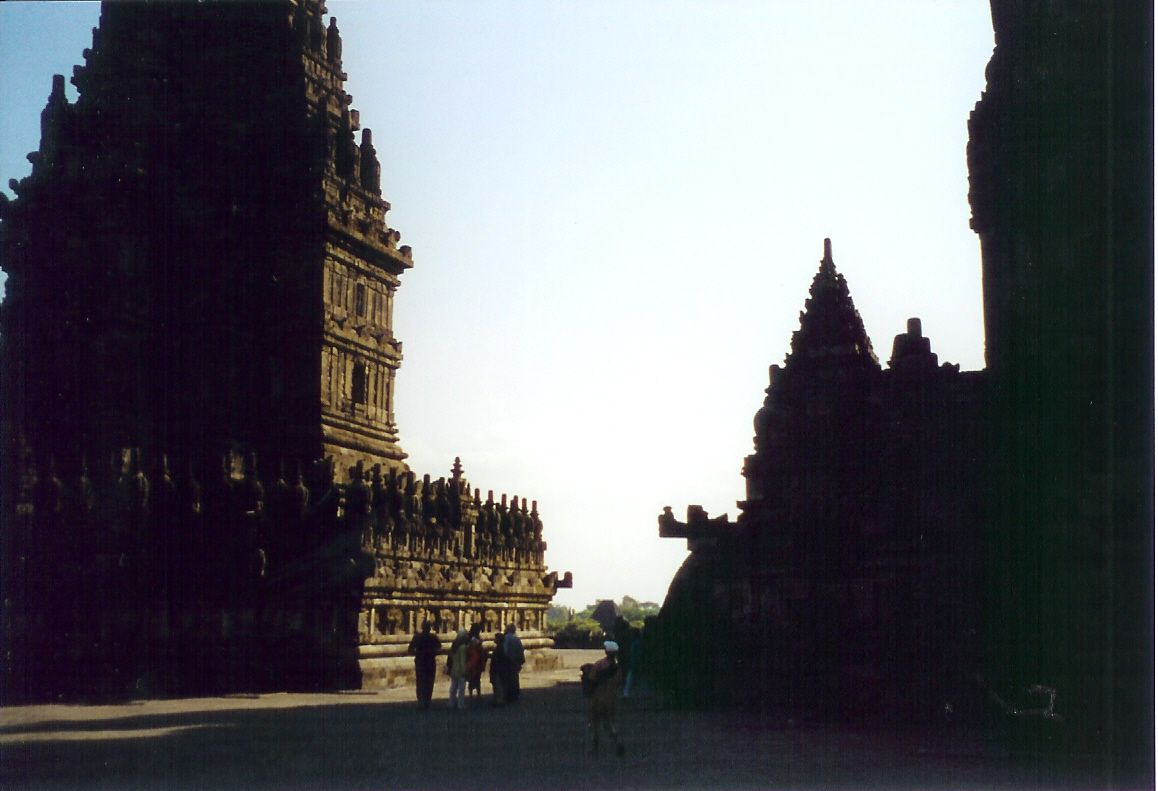
Lara Jonggrang

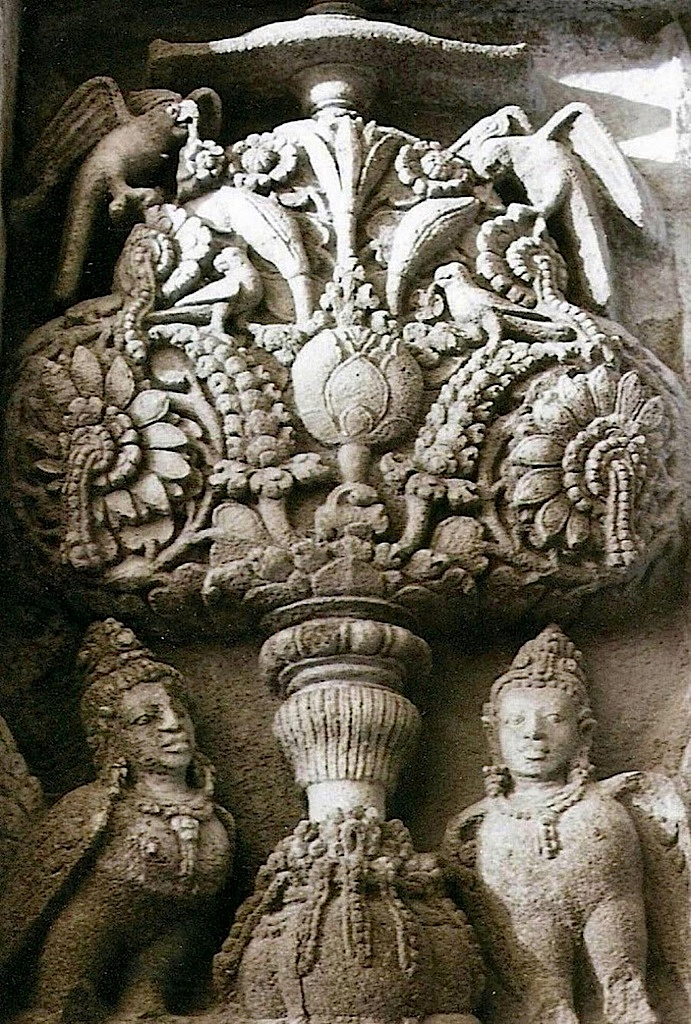
De boom des Levens

Het complex heeft drie hoofdtempels (Trishakti, "drie heilige plaatsen"), waarvan de grootste 47 meter hoog is en gewijd is aan Shiva. Ten zuiden van deze tempel staat de tempel gewijd aan Brahma, ten noorden die gewijd aan Vishnu. Tegenover deze drie hoofdtempels liggen drie kleinere, waarvan de middelste is gewijd aan Shiva's stier Nandi, de andere twee voor respectievelijk Brahma's rijdier, de gans Angsa (Indonesisch voor "gans") en Vishnu's adelaar Garuda, Indonesië's nationale symbool.

Samen met aan beide zijkanten nog twee kleinere tempels vormen voornoemde zes tempelgebouwen (candi, "tempel", genoemd) een centraal vierkant plein met zijdes van zo'n 110 meter. Op een iets lager liggend omringend plein liggen de ruïnes van nog eens 224 kleine heiligdommen (pewara), die elk zo'n 14 meter hoog geweest moeten zijn. Zoals eerder vermeld, zijn slechts enkele ervan tot nu toe herbouwd. Hieromheen ligt een nog groter plein, weer iets lager gelegen, met zijdes van 390 meter. Door deze kleine hoogteverschillen vormt het Prambanancomplex een soort "getrapte piramide".
Het hoofdgebouw (de "Shiva-tempel") in het centrum is omringd door een reling met vier toegangspoorten. Aan de buitenkant van deze reling vindt men reliëfs met konijnen, herten, rammen, pauwen, apen en ganzen, elke keer gegroepeerd aan beide zijden van de Boom des Levens (dit noemt men het "Prambanan-motief"). De binnenkant van de reling heeft reliëfs met scènes uit het Ramayana-epos. Hier wordt verhaald hoe Sita, Rama's geliefde vrouw, wordt ontvoerd en hoe Hanuman, heer van de apen, haar weer bevrijdt met behulp van zijn apenleger. Dit verhaal wordt (in ingekorte vorm) ook voor toeristen opgevoerd, met op de achtergrond de verlichte tempels.
Bij binnenkomst van de Shiva-tempel komt men in de hoofdkamer, waar zich een groot beeld van de vierarmige Shiva bevindt. In drie andere kamertjes staan beelden van Ganesha (met olifantshoofd, de zoon van Shiva), Agastya (symboliseert Shiva als leraar) en Durga (die de duivelse stier versloeg en Shiva's grootste steun was). Durga nam een belangrijke plaats in in Hindoeïstisch-Javaanse beeldhouwkunst en het complex is ook naar haar genoemd: Durga wordt in de volksmond ook wel Lara Jonggrang ("slanke maagd") genoemd.

De reliëfs van de Shiva-tempel worden voortgezet op de Brahma-tempel. Op de Vishnu-tempel vindt men Krishna, de held uit het andere befaamde Hindoe-epos, Mahabharata.